# Фата-моргана (фильм)
«Фата-моргана» (нем. Fata Morgana) — документальный фильм режиссёра Вернера Херцога, вышедший на экраны в 1971 году.

## Сюжет
Фильм состоит из трёх частей. Первая часть, которая называется «Сотворение мира», состоит из длинных планов пустынной природы Северной Африки, сопровождаемых за кадром мифологическими преданиями из древнего эпоса Пополь-Вух (текст читает Лотта Эйснер). Во второй части, «Рай», показана жизнь обитателей Сахары, их поселения и быт. Лента завершается медитативной третьей частью под названием «Золотой век».
В фильме звучат песни Леонарда Коэна и группы Blind Faith, а также музыка Моцарта и Вивальди.